# عملية لسان التمساح الأولى
عملية لسان التمساح الأولى هي عملية الإغارة الأولى على النقطة الإسرائيلية الحصينة (حصن هالشون: מוצב הלשון) أو موقع المعدية 6، لسان التمساح، في ليلة 19 أبريل 1969 ونفذتها عناصر صاعقة من المجموعة 39 قتال. جاءت العملية رداً على مقتل رئيس أركان الجيش المصري الفريق عبد المنعم رياض بينما كان يتفقد أعمال القتال على الجبهة المصرية.

## خلفية تاريخية
في 9 مارس 1969، بينما كان رئيس الأركان المصري عبد المنعم رياض يتفقد نتائج القصف المصري على خط بارليف الذي وقع في اليوم السابق، حدث وأن قصفت المدفعية الإسرائيلية المنطقة التي كان يتواجد فيها، فأصابته شظايا إحدى الدانات وتوفي نتيجة الجروح التي أصابته. أثار هذا الحادث موجة غضب شديدة وقررت القيادة المصرية الرد عليه بعملية إغارة ضد الموقع الذي انطلقت منه قذائف المدفعية وهو موقع المعدية 6 الذي تتحصن بها قوة إسرائيلية.

## العملية
وفق الرواية المصرية للعملية أنه في مساء يوم 19 أبريل 1969 بعد عدة أيام من التخطيط والاستطلاع، انطلق أكثر من 60 فرد صاعقة من المجموعة 39 قتال بقيادة المقدم إبراهيم الرفاعي في عدة زوراق زودياك عبر بحيرة التمساح، يغطيهم قصف مدفعي لتأمين عبورهم إلى الضفة الشرقية للبحيرة وعقب نزولهم من الزوارق، توجهت القوة المصرية إلى موقع الدشمة الإسرائيلية الحصينة حيث أبادوا كل من فيها تقريباً بعد استخدام القنابل اليدوية وقنابل الدخان لإجبارهم على الخروج كما دمروا دبابتين ونصف مجنزرة كانت في الموقع ورفعوا العلم المصري على الموقع والذي ظل مرفوعاً طيلة ثلاث أشهر.
بلغت خسائر الجانب الإسرائيلي 44 قتيلاً، إضافة إلى المعدات وبعض الأسلحة الخفيفة التي استولى عليها أفراد الصاعقة المصرية. في حين أصيب فقط فردان من الجانب المصري.
نفى الجانب الإسرائيلي ما أذاعته القاهرة عن استيلاء الصاعقة المصرية على الموقع وذكر أن حوالي 15 عنصراً من الكوماندوز المصري حاولوا في الساعة السابعة والنصف مساءً التسلل نحو الموقع، لكن الجنود الإسرائيليين اكتشفوا وجودهم فأطلقوا نحوهم النار وأجبروهم على الانسحاب بعدما تركوا جزءاً من معداتهم منها ألغام تشيكية الصنع وقد أصيب جندي إسرائيلي خلال الهجوم بينما تضررت عربة عسكرية.
لا تشير السجلات الرسمية الإسرائيلية لخسائر حرب الاستنزاف عن مقتل أياً من الجنود الإسرائيليين على طول حصون ونقاط خط بارليف نتيجة هجوم للصاعقة المصرية في هذا اليوم وبالتالي فإن ما نشرته الصحف المصرية وما تزال تعيد نشره بشأن شكوى إسرائيل في مجلس الأمن عن مقتل 44 جندياً من أفرادها ذبحاً غير صحيح ولا يعدو أن يكون سوى دعاية كرواية رفع العلم على الموقع، خاصةً مع عدم اعترافها بمقتل أياً من جنودها خلال ذلك اليوم.
وفي أكبر محصلة لخسائر جنودها نتيجة غارات الصاعقة المصرية، تعترف إسرائيل بمقتل 14 جندياً خلال كمين السبت الحزين، أما مسألة رفع العلم المصري على حطام الموقع فهذا يعني أن الموقع ظل مهجوراً بعد الغارة طيلة ثلاث أشهر دون عودة الإسرائيليين إليه على الأقل لسحب جثث قتلاهم جراء الغارة. لكن فجأة بعد ثلاث أشهر من الغارة الأولى يقرر أفراد الصاعقة الإغارة ثانية على الموقع في 7 يوليو 1969 لاكتشافهم وجود عناصر إسرائيلية به تركت العلم المصري مرفوعاً على الموقع طيلة ذلك الوقت.